# Плигин, Владимир Сергеевич
Владимир Сергеевич Плигин (род. 4 января 1966 года, Мурманск) – российский парашютист, спасатель, водолаз, полярник. Рекордсмен мира по количеству десантирований на Северный полюс с парашютом – 13 раз (2007-2019).

## Биография
Родился 4 января 1966 года в Мурманске. В 1984 году окончил профессиональный лицей № 14 им. Н. Е. Момота в Мурманске, в 2005 году – мурманский филиал Санкт-Петербургского промышленно-экономического колледжа.
Начал заниматься парашютным спортом в 16 лет в Мурманском авиационно-спортивном клубе ДОСААФ. Приобрёл специальность инструктор-парашютист. Служил в Воздушно-десантных войсках.
Кандидат в мастера спорта по классическому парашютизму. Многократно выступал на соревнованиях различного уровня за Мурманск и Мурманскую область, в дисциплинах «классика» и парашютное многоборье (бег, стрельба, плавание, прыжки на точность приземления). Водолаз 2 класса.
С 1995 года работает инструктором-парашютистом и спасателем Северо-Западного авиационного поисково-спасательного центра Мурманской региональной поисково-спасательной базы гражданской авиации.
С 2007 года – постоянный член команды парашютистов-полярников, выполняющих прыжки с парашютом и десантирование грузов на Северный полюс для строительства аэродрома и ледовой базы Барнео. Рекордсмен мира по количеству десантирований на необитаемую льдину на Северный полюс с парашютом – 13 раз (с 2007 по 2019 год).
Всего за свою карьеру совершил более 2500 прыжков с парашютом.
Также в 2018 году участвовал в строительстве и был начальником временного лагеря в Кузоменьских песках.